# Cotija
Cotija, Cotija de la Paz – miasto w Meksyku, w stanie Michoacán.

## Współpraca
- Xalapa-Enríquez, Meksyk
- Perris, Stany Zjednoczone